# شدة المجال المغناطيسي
شدة المجال المغناطيسي  (بالإنجليزية magnetic field strength) هي قوة المجال المغناطيسي الموزع في كل نقطة في المكان في اتجاه معين منتظم. يرمز لها بالرمز H . وهي ترتبط بخاصية المادة بالمعادلة:
{\displaystyle {\vec {B}}=\mu \cdot {\vec {H}}}
حيث B كثافة الفيض المغناطيسي.
و {\displaystyle \mu }
هي نفاذية المادة للمجال المغناطيسي.
في حالة الفراغ أو الهواء يمكن وضع {\displaystyle \mu } = 1 وبالتالي تصبح
{\displaystyle {\vec {B}}={\vec {H}}}
في تلك الحالتين فقط، أما مع المواد الأخرى فيجب أخذ نفاذيتها للمجال المغناطيسي {\displaystyle \mu }
في الحسبان. فمثلا {\displaystyle \mu }
للحديد تكون كبيرة تصل إلى 10.000 أو أكثر بحسب نوع الحديد، هذا الرقم يعبر عن نفاذية الحديد للمغناطيسية بالنسبة إلى نفاذية الفراغ.
وحدة شدة المجال المغناطيسي هي أمبير/متر:
{\displaystyle \left[H\right]=\,{\mathrm {A}  \over \mathrm {m} }}

## أشكال مختلفة للموصل

### السلك المستقيم
تنشأ خطوط مجال (حقل) مغناطيسي حول سلك يمر فيه تيار كهربائي وتكون متساوية الشدة عبر طول السلك. فإذا كانت H هي شدة المجال المغناطيسي حول السلك وتبعد عن السلك المسافة r ، فتكون
I شدة التيار المستمر في السلك، وتكون r نصف قطر دوائر الخطوط المغناطيسية حول السلك، وتبلغ شدة المجال المغناطيسي باعتبار مادة السلك منتظمة النفاذية المغناطيسية، تنطبق المعادلة:
{\displaystyle H={\frac {I}{2\pi \cdot r}}}

## مثال عددي
إذا كانت r المسافة إلى السلك تبلغ 5 سنتيمتر، ويمر في السلك تيار مستمر I مقداره 50 A , فتكون شدة المجال المغناطيسي:
{\displaystyle H={\frac {I}{2\pi \cdot r}}={\frac {50\,\mathrm {A} }{2\pi \cdot 5\,\mathrm {cm} }}=159{,}15\,\mathrm {\frac {A}{m}} }

### تيار يمر في سلك حلقي
إذا كان السلك في شكل حلقة واحدة دائرية ونصف قطرها
r ويمر فيها تيار I , فتبلغ شدة المجال المغناطيسي داخل الحلقة على مسافة x من مركز الحلقة:
{\displaystyle H={\frac {Ir^{2}}{2(x^{2}+r^{2})^{3/2}}}}

### لولب أسطواني
إذا كان طول اللولب

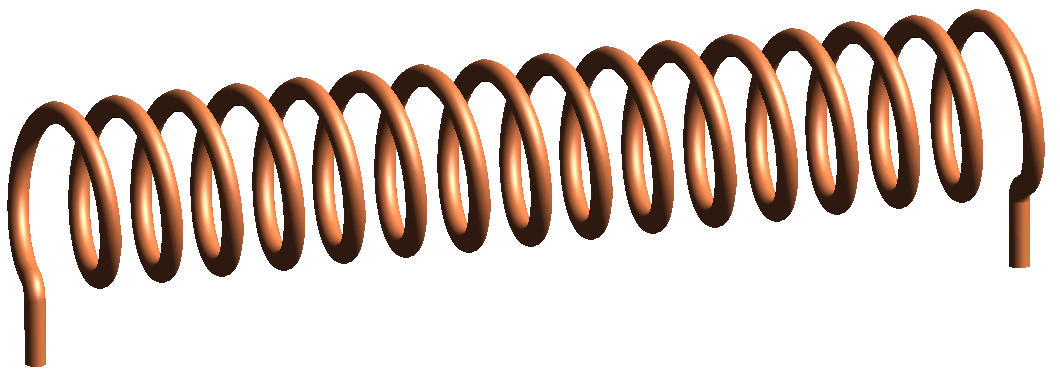
ملف اسطواني.

المجال المغناطيسي في لولب اسطواني (في مقطع). لفات اللولب معلمة بالإشارة „×“ (اتجاه التيار يدخل الصفحة) والعلامة „·“ (التيار يخرج من الصفحة).

l وقطره D و N عدد اللفات وكانت شدة التيار]]  المارة في اللولب ت، فإننا نقيس شدة المجال المغناطيسي H طبقا للمعادلة:
{\displaystyle H={\frac {I\cdot N}{\sqrt {l^{2}+D^{2}}}}}
فإذا كان اللولب طويلا بحيث يزيد طوله كثيرا عن قطره (في حالة اللولب القصير توجد معادلة تقريبية) فيمكن تبسيط المعادلة اعلاه على الصورة:
{\displaystyle H={\frac {I\cdot N}{l}}={\frac {U_{m}}{l}}={\frac {\Theta }{l}}}
يسمى حاصل الضرب I · N «عدد الأمبير واللفات» أو «الجهد المغناطيسي» Um ، ويرمز له أحيانا بالرمز Θ.
عند طرفي الملف تكون قيمة H قيمتها عند وسط الملف، أما داخل الملف فتكون شدة المجال المغناطيسي H متساوية ومنتظمة وتقريبا لا تعتمد على البعد من المحور المركزي للملف. اختلافات شدة المجال المغناطيسي تظهر فقط عن طرفي الملف.

### ملف هلمهولتز

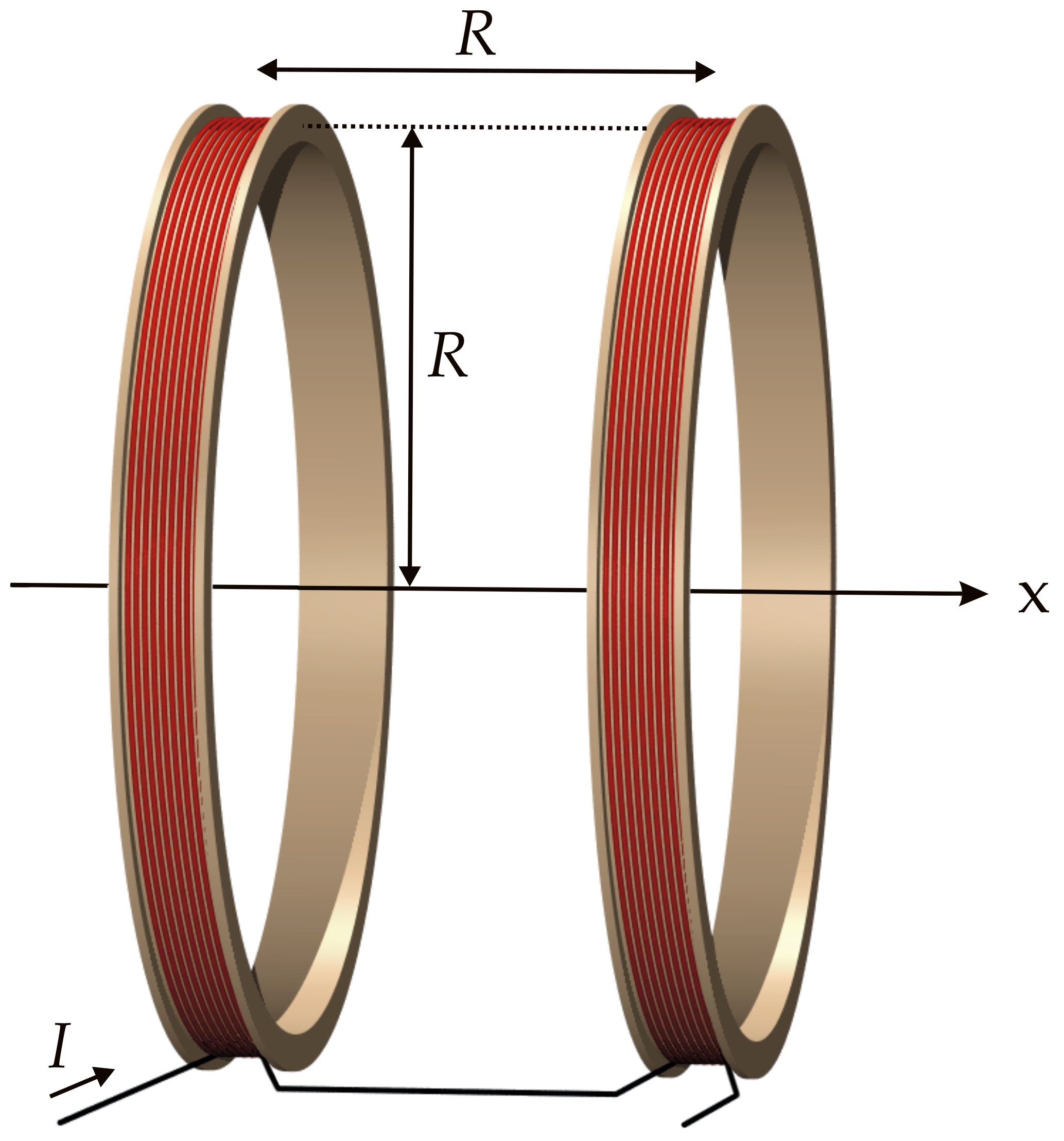
لولب هلمهولتز

يتكون ملف هلمهولتز من لولبين في لكل منهما عدد N من لفات السلك والمسافة بينهما قصيرة، فتنشأ بين الملفين منطقة كبيرة يكون فيها شة المجال المغناطيسي تكاد تكون متساوية. لملف هلمهولتز تنطبق المعادلة:
{\displaystyle H={\frac {8\cdot I\cdot N}{{\sqrt {125}}\cdot R}}}

## العلاقة بين شدة المجال المغناطيسي وكثافة الفيض المغناطيسي
من المعادلات المادية للإلكتروديناميكا نجد العلاقة بين شدة المجال المغناطيسي
H وكثافة الفيض المغناطيسي B ، وتكتب المعادلة في صيغة متجهات:
{\displaystyle {\vec {H}}={{\vec {B}} \over \mu }}
حيث μ النفاذية المغناطيسية عند نقطة المشاهدة.
تنتج العلاقة
{\displaystyle \operatorname {rot} \ {\vec {H}}={\vec {J}}+{\frac {\partial {\vec {D}}}{\partial t}}}
من معادلات ماكسويل. وتعبر
J عن شدة التيار، ويعطي الشق الثاني في المعادلة تغير تيار الإزاحة الكهربائية D . وفي حالة السكون حيث لا يحدث تغير مع الزمن يختفي الشق الثاني من حاصل الجمع، وينطبق:
{\displaystyle \operatorname {rot} \ {\vec {H}}={\vec {J}}}
وهي تدل على أن خطوط المجال المغناطيسي تكون دورانية حول الموصل المستقيم.

## اقرأ أيضا
- جهد (كهرباء)
- مغناطيسية
- موجة كهرطيسية
- شدة المجال الكهربائي
- كهرطيسية
- كثافة الفيض المغناطيسي